# Ratpenat d'orelles dentades
El ratpenat d'orelles dentades (Myotis emarginatus) és una espècie que es pot trobar a Europa, nord d'Àfrica i l'Àsia occidental.

## Descripció
Un dels trets que permet reconèixer aquesta espècie és la presència d'una osca profunda a la vora externa de les orelles, que li dona nom. Aquestes són tan llargues com el cap, de manera que doblegades endavant arriben a l'extrem del musell sense sobrepassar-lo i presenten un tragus puntegut, en forma de llanceta, que arriba una mica més amunt de la meitat del pavelló. Al llarg de la vora de l'uropatagi hi té alguns pèls curts, rectes i suaus, que no arriben a formar una franja densa com en el ratpenat de Natterer.
El pelatge és llarg i d'aspecte llanós, de color vermellós pel dors i gris groguenc pel ventre. El musell és marró vermellos i les orelles i el patagi, marrons grisosos. Les cries presenten una tonalitat més fosca, grisa fumada o grisa marronosa.
Dimensions corporals: cap + cos (41 - 58 mm), cua (30 -48 mm), avantbraç (36 - 44 mm) i envergadura alar (220 - 245 mm).
Pes: 6 - 15 g.

## Hàbitat
Ambients molt diversos, des de parcs i jardins fins a llocs amb aigua, però evita les zones amb vegetació molt densa. Durant l'estiu s'amaga entre l'escorça dels arbres i per a hivernar tria una cavitat subterrània o bé un edifici apartat i tranquil.

## Costums
Es desperta tard i es retira abans de la sortida del sol. El seu vol és lent i baix, entre 1 i 5 m d'altura.
Hiverna sol o en petits grups, de vegades en companyia d'altres ratpenats, com ara la ferradura grossa. A l'estiu, les femelles formen colònies de cria d'algunes desenes d'individus, mentre que els mascles menen una vida solitària.

## Espècies semblants
El ratpenat de Bechstein té les orelles més llargues: doblegades endavant sobrepassen l'extrem del musell.
El ratpenat de Natterer té una franja de pèls més densos i rígids a la vora de l'uropatagi i no presenta cap osca a l'orella.